# 大草高好
大草 高好（おおくさ たかよし、生年不詳 - 天保11年1月18日（1840年2月20日））は、江戸時代後期の旗本。禄高3,500石。通称は主膳。官位は能登守、後に安房守。実父・実母は不明。大草高般の養子。次男に久世広周。
文化2年（1805年）に家督を相続。文化3年（1806年）に火事場見廻、文化8年（1811年）に使番、文政元年（1818年）に目付となった後、文政10年（1827年）に長崎奉行に就任。天保4年（1833年）に江戸に戻り小普請奉行、作事奉行を歴任。天保6年（1835年）に勘定奉行となる。天保7年（1836年）9月20日に江戸北町奉行となり、天保10年（1839年）5月の蛮社の獄において渡辺崋山らの吟味を行ったが、花井虎一の偽証や鳥居耀蔵の捏造と吟味介入に不信感を抱き、崋山らに同情的だった。天保11年（1840年）1月18日、在任中に死去（ただし清水正巡『有也無也』には前年12月10日に死去したとの記述がある）。後任の北町奉行は遠山景元が任命された。